# Liste des plus grandes entreprises allemandes
La liste ci-dessous répertorie les 20 plus grandes entreprises allemandes par chiffre d'affaires de 2015 selon le Forbes Global 2000. Les chiffres ont été publiés en 2015 et sont indiqués en milliards de dollars américains.

## Classement 203
| Rang | Entreprise       | Chiffre d'affaires (en milliards de $) | Profit (en milliards de $) | Siège social             | Secteur            |
| ---- | ---------------- | -------------------------------------- | -------------------------- | ------------------------ | ------------------ |
| 1    | Volkswagen       | 123                                    | 14,4                       | Wolfsbourg               | Automobile         |
| 2    | Daimler          | 172,3                                  | 9,2                        | Stuttgart                | Automobile         |
| 3    | E.ON             | 148                                    | -4,2                       | Düsseldorf               | Énergie            |
| 4    | Allianz          | 128,4                                  | 8,3                        | Munich                   | Assurance          |
| 5    | BMW Group        | 106,6                                  | 7,7                        | Munich                   | Automobile         |
| 6    | BASF             | 98,6                                   | 6,8                        | Ludwigshafen             | Chimie             |
| 7    | Siemens          | 97,4                                   | 6,7                        | Munich                   | Industrie          |
| 8    | Deutsche Telekom | 83,1                                   | 3,9                        | Bonn                     | Télécommunications |
| 9    | Metro AG         | 83,1                                   | 0,1                        | Düsseldorf               | Distribution       |
| 10   | Munich Re        | 77                                     | 4,2                        | Munich                   | Assurance          |
| 11   | Deutsche Post    | 75,1                                   | 2,7                        | Bonn                     | Logistique         |
| 12   | RWE              | 61,8                                   | 2,3                        | Essen                    | Électricité        |
| 13   | Deutsche Bank    | 56,4                                   | 2,2                        | Francfort-sur-le-Main    | Banque             |
| 14   | ThyssenKrupp     | 56                                     | 0,4                        | Essen                    | Sidérurgie         |
| 15   | Bayer            | 56                                     | 4,5                        | Leverkusen               | Pharmaceutique     |
| 16   | Continental AG   | 45,8                                   | 3,2                        | Hanovre                  | Pneumatique        |
| 17   | Lufthansa        | 39,8                                   | 0,1                        | Cologne                  | Compagnie aérienne |
| 18   | Talanx           | 37,7                                   | 1                          | Hanovre                  | Assurance          |
| 19   | Fresenius        | 30,8                                   | 1,4                        | Bad Homburg vor der Höhe | Santé              |
| 20   | EnBW             | 27,9                                   | -0,6                       | Karlsruhe                | Électricité        |